# Tybalmia ianthe
Tybalmia ianthe là một loài bọ cánh cứng trong họ Cerambycidae.